# Rubus yoshinoi
Rubus yoshinoi är en rosväxtart som beskrevs av Gen-Iti Koidzumi. Rubus yoshinoi ingår i släktet rubusar, och familjen rosväxter. Inga underarter finns listade i Catalogue of Life.